# UWC México: New Blood 3
UWC México: New Blood 3 fue un evento de artes marciales mixtas producido por Ultimate Warrior Challenge México, que se llevó a cabo el 23 de octubre de 2019 en el Colegio de Ingenieros Civiles (CICTAC) de Tijuana, Baja California, México.